# Lokomotiva Košice
El FC Lokomotíva Košice es un club de fútbol de Eslovaquia que milita en la 2.liga Grupo Este, la segunda liga de fútbol más importante del país. El club fue fundado en 1945 y disputó 29 temporadas de la Primera División de Checoslovaquia. En su palmarés se encuentran dos copas checoslovacas y tres copas de Eslovaquia.

## Historia
El club fue fundado en el año 1945 en la ciudad de Košice tras la fusión del ŠK Sparta Košice y el ŠK Železničiari Sparta Košice, siendo un equipo que ha cambiado de nombre en varias ocasiones, las cuales han sido:
- 1946: ŠK Železničiari Košice
- 1946: ŠK Železničiari Sparta Košice (fusionado con el ŠK Sparta Košice)
- 1949: ZSJ Dynamo ČSD Košice (fusionado con Sokol Jednota Dynamo Košice)
- 1952: TJ Lokomotíva Košice
- 1965: TJ Lokomotíva VSŽ Košice (fusionado con TJ VSŽ Košice)
- 1967: TJ Lokomotíva Košice (fin de la fusión con el TJ VSŽ Košice)
- 1990: FK Lokomotíva Košice (el equipo de fútbol se declaró independiente de equipo de hockey sobre hielo)
- 1994: FK Lokomotíva Energogas Košice
- 1999: FK Lokomotíva PČSP Košice
- 2003: FC Lokomotíva Košice

Militó 29 años en la Primera División de Checoslovaquia, la cual terminó en tercer lugar en 2 ocasiones, su mejor posición en la liga de la antigua Checoslovaquia y ganó dos torneos de Copa. Su última temporada en ese categoría fue la de 1985/86.
Luego de la separación del país, se integró a la Superliga de Eslovaquia, teniendo momentos grises, pero ha ganado la Copa de Eslovaquia en 3 ocasiones, aunque nunca ha logrado destacarse en la Superliga.
A nivel internacional ha participado en tres torneos continentales, donde nunca ha podido superar la tercera ronda. Todas sus apariciones han sido en las épocas de Checoslovaquia.

## Palmarés
- Copa de Checoslovaquia: 2

1977, 1979
- Copa de Eslovaquia: 3

1977, 1979, 1985

### Participaciones en competiciones europeas
| Temporada | Competición  | Ronda | País                  | Club                | Local | Visitante | TOTAL   |
| --------- | ------------ | ----- | --------------------- | ------------------- | ----- | --------- | ------- |
| 1969–70   | Copa Mitropa | 1.R   | Bandera de Yugoslavia | Radnicki Kragujevac | 1–0   | 0–2       | 1–2     |
| 1977–78   | Recopa       | 1.R   | Bandera de Suecia     | Östers IF           | 0–0   | 2–2       | 2–2 (a) |
| 1977–78   | Recopa       | 2.R   | Bandera de Austria    | FK Austria Wien     | 1–1   | 0–0       | 1–1 (a) |
| 1978–79   | Copa UEFA    | 1.R   | Bandera de Italia     | A.C. Milan          | 1–0   | 0–1       | 1–1 (p) |
| 1979–80   | Recopa       | 1.R   | Bandera de Austria    | FC Wacker Innsbruck | 2–1   | 1–0       | 3–1     |
| 1979–80   | Recopa       | 2.R   | Bandera de Yugoslavia | NK Rijeka           | 2–0   | 0–3       | 2–3     |